# Parque Nacional Vuntut
O Parque Nacional Vuntut  localiza-se no norte do território de Yukon no Canadá. Foi fundado em 1995 e tem uma área de  4.345 km².